# Albert Siebelist
Albert Siebelist (* 1. April 1885 in Suhl; † 20. Juni 1947 ebenda) war ein deutscher sozialdemokratischer Widerstandskämpfer gegen das NS-Regime.

## Leben
Er wuchs bei seinen Pflegeeltern Gottlieb und Luise Triebel im Stadtteil Fallmich auf. Dazu gehörten drei weitere Kinder Fanny, Klara und Jenny. Er wurde Mitglied in der Sozialdemokratischen Partei Deutschlands (SPD). Über den erlernten Beruf ist nichts bekannt. Bekannt ist, dass er als Trauerredner beim Tod von nichtkirchlichen Personen auftrat. Er schloss sich nach 1933 einer Widerstandsgruppe an, zu der das Ehepaar Anschütz und Willi Köhler gehörten. Diese betrieben antifaschistische Aufklärung. Der nicht eingeweihte Enkelsohn Dieter fungierte als Kurier zwischen Siebelist und dem Schumacher Willi Köhler, zu dem in kaputten Schuhen Buchseiten marxistischer Schriften zugeführt wurden. Während das Ehepaar Anschütz und Willi Köhler 1943 von der Gestapo verhaftet und in das Landesgefängnis Ichtershausen eingeliefert wurde, ist Siebelist rechtzeitig durch eine geheime Botschaft gewarnt worden und floh deshalb in Richtung Schweiz. Weil die Wege durch Flüchtlinge bereits verstopft waren, kehrte er zurück und stellte sich aus Verantwortung gegenüber seinen verhafteten Kameraden der Polizei.  Bei einem Bombenangriff der US-Luftwaffe auf Ichtershausen gelang einigen Häftlingen die Flucht, unter ihnen Karl Heym und Albert Siebelist. Er brauchte zu Fuß drei Wochen, um völlig erschöpft nach Hause zu kommen. Bald wurde er sogar als Werkleiter bei der neu gegründeten SAG C.Haenel eingesetzt, starb jedoch bald an den Folgen seiner Misshandlungen und der erlittenen Strapazen.
Albert Siebelist heiratete seine Adoptivschwester Klara Triebel und wohnte mit ihr in der Gothaer Straße 82. Sie waren die Eltern ihres Sohnes Franz.